# Starrenburg
Starrenburg is een woonwijk in de Zuid-Hollandse gemeente Voorschoten. De wijk wordt aan de noordkant begrensd door een klooster en de wijk Bijdorp, aan de oostkant door de Vliet, aan de zuidkant door polderland en aan de westkant door de Veurseweg en het gebied rond de Rouwkooplaan.
De wijk wordt gebouwd in drie fasen:
- Starrenburg I werd aangelegd in de jaren negentig en bestaat uit een straten genoemd naar Voorschotense verzetsstrijders uit de Tweede Wereldoorlog
- Starrenburg II, waarvan de eerste paal werd geslagen in januari 2001 is voltooid in 2007. Deze fase telt ongeveer 500 huizen en is gebouwd rond een centraal plein, waar omheen een parkje met waterspeeltuin en ook een scholencluster zijn opgenomen, openbare basisschool de Vos en een buitenschoolse opvang, peuterspeelzaal en kinderdagverblijf).
- Starrenburg III is in 2023 nog in de planningsfase.